# República de Cracovia

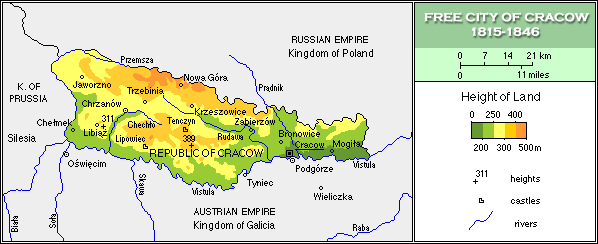
Mapa de la República de Cracovia.

La República de Cracovia, oficialmente Ciudad Libre, Independiente y Estrictamente Neutral de Cracovia y su Distrito (en polaco: Wolne, Niepodległe i Ściśle Neutralne Miasto Kraków i jego Okręg), también conocida como Ciudad Libre de Cracovia fue un Estado creado en 1815 en el Congreso de Viena, garantizado por los tres países vecinos: Rusia, Prusia y Austria.

## Situación inicial
La República de Cracovia fue instituida en 1815 por decisión del Congreso de Viena. El paladín de esta propuesta fue el zar Alejandro I, que durante las negociaciones entre los tres imperios (Prusia, Austria y Rusia) propuso la instauración de Cracovia y Toruń como ciudades libres. Finalmente, Toruń quedó en manos de Prusia, mientras que Cracovia y sus alrededores se instauraron en un país "libre, independiente y estrictamente neutral" bajo la protección de Rusia, Prusia y Austria. El nuevo Estado no tenía autoridad para dictar su propia política internacional, de modo que sus intereses quedarían representados por los tres poderes garantes. De este modo, dichos Estados se aseguraban el respeto perdurable de la Ciudad Libre y la ausencia de tropas en su territorio. En contrapartida, Cracovia cobijaría a espías y desertores que huyesen a su territorio. La fecha oficial de instauración del Estado fue el 18 de octubre de 1815, fecha que quedó como fiesta nacional.

## Geografía y población
La República de Cracovia se creó a partir de la porción suroeste del Gran Ducado de Varsovia, en la vertiente izquierda del Vístula. Su superficie era de 1.234 km² (según otras fuentes, 1.164) y compartía fronteras con Rusia, Prusia y Austria. En su territorio se encontraban (además de Cracovia) 224 pueblos (de los cuales, en torno al 60 % estaban en manos privadas) y tres villas privadas: Chrzanów, Trzebinia y Nowa Góra. En 1815 se contaban 95.000 habitantes; en torno a 1843, 146.000, de los que cerca del 85 % eran católicos y el resto, en su mayoría, judíos.
La familia más poderosa de la República de Cracovia eran los Potocki de Krzeszowice, propietarios de 11 pueblos. No obstante, la mayoría de esta poderosa familia vivía en Cracovia para llevar a los niños a la escuela y participar activamente en la vida política de la Ciudad-Estado.

## Estructura y constitución de 1818
El acta del 3 de mayo de 1815 en el Congreso de Viena concedió a la República de Cracovia el acceso a una constitución, redactada por el duque Adam Jerzy Czartoryski y garantizada por los Estados garantes. A continuación, la Comisión de Organización, formada por comisarios de los países signatarios y por senadores de la Ciudad Libre, se ocupó de redactar la constitución y organizar la administración del Estado. En particular se nombró la Comisión Campesina con vistas a regular el estatus legal de los campesinos.
El texto constituyente se anunció el 11 de septiembre de 1818. Éste atribuía el poder ejecutivo al Senado, formado por un presidente y 12 miembros, de los cuales ocho eran nombrados por la Cámara de Representantes, otros dos por decisión capitular y otros dos por la universidad. La iniciativa legislativa, así como el monopolio de organización policial y administrativa, daba ventaja a los senadores frente a la cámara.
La Cámara de Representantes estaba formada por 41 miembros, de los cuales 26 eran seleccionados por la asamblea de municipios, tres eran nombrados por el senado entre los senadores, otros tres por decisión capitular entre canónicos y prelados, y tres por la universidad entre profesores y doctores. Los seis escaños restantes quedaban para los denominados jueces de paz. La cámara tenía competencias legislativas y de control. Se reunía una vez al año para aprobar los presupuestos, controlar el trabajo de los funcionarios estatales y para elegir a senadores y representantes. No obstante, la constitución subordinaba su iniciativa a la aprobación del Senado, que tenía el derecho, durante el año siguiente, de suspender la realización de las decisiones de la cámara en el caso de que ésta no obtuviese un apoyo de, al menos, 7/8 de los votos.
El sufragio activo en la República estaba en manos de profesores de la universidad, maestros, artistas, clero secular, directores de fábricas y talleres, comerciantes más importantes, propietarios de posadas y de casas que pagasen al menos 50 zlotys de impuestos de propiedad. A los candidatos a la Cámara de Representantes y al Senado se les exigía haber completado estudios en una universidad polaca. Estaban exentos de esta regla los antiguos funcionarios del Gran Ducado de Varsovia y los miembros nombrados por los países garantes.
La constitución garantizaba la igualdad de todos ante la ley, la inviolabilidad de la propiedad privada y el dominio de la lengua polaca. La religión de Estado era el catolicismo, pero los demás cristianos tenían asegurados todos los derechos civiles, y los creyentes de otras religiones, la tolerancia y la protección de la ley. 
El 16 de noviembre de 1846 fue anexionada por el Imperio austríaco, pasando así a formar parte del Gran Ducado de Cracovia.